# Darcy's Wild Life
Darcy's Wild Life é uma série de televisão estadunidense produzido por Stan Rogow que estreou em outubro 2004 no canal de televisão a cabo estadunidense Discovery Kids e no canal de televisão por assinatura canadense Family Channel. Foi exibida no Brasil, com início em julho de 2007, no canal Boomerang.

## Elenco

### Elenco principal
- Sara Paxton - Darcy Fields
- Natalie Radford - Victoria Fields
- Andrew Chalmers - Jack Adams
- Kerry Michael Saxena - Eli
- Shannon Collis - Lindsay Adams
- Kevin Symons - Dr. Kevin Adams
- Melanie Leishman - Kathi Giraldi

### Elenco convidado
- Daniel Karasik - Layne Haznoy
- Ashley Leggat - Brittany MacMillan
- Demetrius Joyette - Colt Brewster
- Stephanie Chantel Durelli - Kristen Doves
- Kayla Perlmutter] - Chloe McKenna
- Marcela Andrietta - Amie